# Tilsworth Castle
Tilsworth Castle ist sowohl eine mittelalterliche Motte, die auch Warren Knoll Motte genannt wird, als auch ein Herrenhaus, das auch Tilsworth Manor genannt wird. Beide Bauwerke stehen in der Pfarre Tilsworth in der englischen Grafschaft Bedfordshire.

## Warren Knoll Motte
Das erste „Tilsworth Castle“ war eine Motte, die vor der normannischen Eroberung Englands 1066 gebaut wurde. Ursprünglich war an der Stelle eine angelsächsische Festung, die von Levric, dem Sohn von Osmund, gehalten wurde. Es handelte sich um eine hölzerne Burg, die vermutlich äußere Befestigungen im Osten und Norden hatte.
Im Domesday Book von 1086 wird ein „Tilsworth Manor“ erwähnt, das damals William Peverel gehörte. Mitte des 13. Jahrhunderts war die Burg an die Familie Morteyn gefallen; sie wurde von sieben Mitgliedern dieser Familie gehalten, bevor sie 1362 in die Hände eines Vetters der Morteyns, Richard Chamberlain, überging. So war die Grundherrschaft in den Händen der Familie Chamberlain und ging an Richards Sohn Richard († 24. August 1396) über und dann an Richards Enkel Richard (1390–1439), der bei Antritt seines Erbes noch unmündig war. In seiner Jugend verwaltete seine Mutter Margaret Chamberlain (geb. Lovaine, † 18. April 1408) die Grundherrschaft zusammen mit dem Stiefvater des jungen Richard, Philip St Clair. Nach dem Tod seiner Mutter 1408 und dem Tod seines Bruders Richard im selben Jahr übernahm der jüngere Bruder William Chamberlain das Anwesen.
Irgendwann um die Zeit von Richards Tod, im 15. Jahrhundert, wurde ein neues Herrenhaus neben der Kirche errichtet. Die alte Burg verfiel danach. Heute sind davon nur Bewuchsmerkmale und Erdwerke erhalten. Auf dem Gelände wurden 1972 Ausgrabungen durchgeführt und es gilt als Scheduled Monument.

## Tilsworth Manor
Direkt neben dem Warren Knoll entstand im 15. Jahrhundert das zweite „Tilsworth Castle“, ein befestigtes und mit Graben versehenes Herrenhaus. Die Grundherrschaft wurde per Parlamentsgesetz von 1767 eingeschlossen. Das Haus um 1800 wurde abgerissen und ein neues Herrenhaus an derselben Stelle errichtet.
Vermutlich ließ es Richard Chamberlain († 1496), der Sohn des vorher erwähnten William Chamberlain, errichten. Die Grundherrschaft fiel dann an Richards Sohn Edward Chamberlain (* 1479), der es 1528 an seinen Großvater mütterlicherseits, Richard Fowler, weitergab. Das Haus blieb dann nur drei Generationen in der Familie Fowler, bis es Richard Fowler 1606 an Sir Anthony Chester verkaufte. Der Verkauf des Anwesens folgte einem Geschehnis von 1600, im Laufe dessen Richard Fowler wegen eines gefälschten Briefes, der ihn als in eine Verschwörung zur Vergiftung von Königin Elisabeth I. verwickelt  zeigte, im Tower of London eingesperrt wurde. Richards junge Gattin, ihr Liebhaber und ihr Bruder wurden später wegen dieser Fälschung verurteilt.
Das Anwesen ging dann durch die Hände von acht Mitgliedern der Familie Chester, dann verkaufte es Charles Chester 1838 an Sir Gregory Osborn Page-Turner, den Sohn von Gregory Page-Turner, 3. Baronet. Das Anwesen blieb dann in den Händen dieser Familie; die Eigner waren Mr F. A. Page-Turner und Sir E. H. Page-Turner. Letzterer starb 1898 und das Haus ging in die Hände seiner Treuhänder über.
Zurzeit steht auf dem Anwesen das dritte Herrenhaus selben Namens, das im 19. Jahrhundert ein Mitglied der Familie Chester bauen ließ. Dazu gehören immer noch der Torturm aus dem 15. Jahrhundert und der Graben. Heute ist Tilsworth Manor ein privates Wohnhaus, aber jedes Jahr im Juni wird das öffentliche Tilsworth Fête abgehalten.
Auch dieses Gelände gilt als Scheduled Monument.